# Житін
Житін (рум. Jitin) — село у повіті Караш-Северін в Румунії. Входить до складу комуни Чудановіца.
Село розташоване на відстані 353 км на захід від Бухареста, 20 км на південний захід від Решиці, 78 км на південний схід від Тімішоари.

## Населення
За даними перепису населення 2002 року у селі проживала 191 особа, з них 190 осіб (99,5%) румунів. Рідною мовою 190 осіб (99,5%) назвали румунську.